# Hawker Hurricane
Го́укер Га́ррікейн («Ураган», англ. Hawker Hurricane) — британський одномісний винищувач часів Другої світової війни, розроблений фірмою Hawker Aircraft Ltd. у 1934 році. Всього збудовано 14 533 екземплярів.
Різноманітні модифікації літака могли діяти як перехоплювачі, винищувачі-бомбардувальники (відомі також як «Hurribombers») та штурмовики. Для дій з авіаносців існувала модифікація, що називалась Sea Hurricane.

## Розробка
Ще в 1933 році головний дизайнер компанії Hawker Aircraft Сідні Кем запропонував Міністерству авіації розглянути ідею винищувача-моноплана на базі успішного біплана Hawker Fury. Велика частина міністерства все ще вважало що конструкція монопланів не достаньо надійна для військових літаків, але переваги монопланів в швидкості, зокрема італійський моноплан Macchi M.C. 72 в цьому ж році виграв Кубок Шнейдера досягнувши швидкості 682 км/год, стали надто помітними що б їх ігнорувати. Початковий дизайн з двигуном Rolls-Royce Goshawk, двома кулеметами в крилах і двома в фюзеляжі отримав тимчасову назву «Fury Monoplane» був презентований міністерству в грудні 1933. Після обговорень було вирішено замінити двигун на новий Rolls-Royce PV-12 (майбутній Rolls-Royce Merlin) і збільшити озброєння для використання літака в якості перехоплювача. Розроблений дизайн було показано міністерству в вересні 1934 року і для нього видали специфікацію F.36/34.
Прототип вперше піднявся в повітря 6 листопада 1935 року з двигуном Rolls-Royce Merlin C потужністю 990 к.с. і дволопастним пропелером сталого кроку. Це був низькоплан з вільнонесучим крилом з тканинною обшивкою крил і фюзеляжу обладнаний триопорним висувним шасі з хвостовим колесом. Офіційні випробування почались в лютому 1936 року де прототип перевершив найсміливіші очікування по швидкості. Тому перше замовлення 3 липня 1936 року склало 600 літаків і разом з ним літак отримав офіційну назву «Гаррікейн» (англ. Hurricane).
Компанія Hawker очікувала такого результату і тому почала підготовку до серійного виробництва ще до отримання замовлення. Перший серійний «Гаррікейн» піднявся в повітря доволі швидко — вже 12 жовтня 1937 року, навіть не зважаючи на те що на серійних літаках ставили двигун Merlin II потужністю 1030 к.с., який вимагав переробки капоту і передньої частини літака, а також деяких систем керування. Початково літак мав окрему вихлопну трубу для кожного з 12-ти циліндрів, але пізніше їх зпарували і закріпилась стандартна для «Гаррікейна» схема з трьома вихлопами з кожної сторони. Також в процесі виробництва змінювався гвинт — дволопастний гвинт спочатку замінилли на трилопастний змінного кроку, а дещо пізніше на трилопастний сталого кроку. Загалом було виготовлено 1924 «Гаррікейни Mk.I» на заводі Hawker, ще 1850 на заводі Gloster. До кінця виробництва «Гаррікейни» цієї моделі також отримали металиву обшивку крила, новішу версію двигуна, а також броньоване переднє скло і сидіння пілота.
Коли «Гаррікейни» почали ставати застарілими для винищувальної ролі, увага була зосереджена на створенні штурмових версій літака. Зокрема з модифікації Mk.II літак міг переносити бомби, а модифікація Mk.IID отримала дві підкрильні 40-мм протитанкові гармати. Успіхи в використанні такої мофікації в Північній Африці і проти легкоброньованої японської техніки в Бірмі привели до створення ще модифікації Mk.IV спеціально для штурмових задач. Ця модифікація теж могла переносити бомби чи гармати, а також вісім некерованих ракет. Ідея використовувати останні з'явилась в кінці 1941 року і була протестована в лютому 1942 року. Некеровані ракети були вперше використано в бою саме на «Гаррікейні Mk.IV». Можливість використовувати такий арсенал дозволили використовувати «Гаррікейни» до кінця війни, і останні літаки були зняті з озброєння 6-ї ескадрильї аж в січні 1947.

### Sea Hurricane

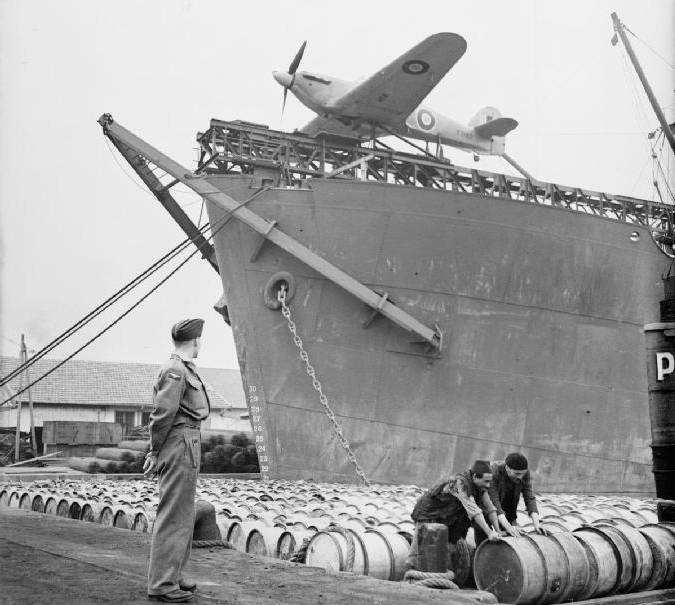
Sea Hurricane на борту торговельного судна, що оснащений катапультою

На початку 1940 року втрати британських конвоїв в битві за Атлантику почала небезпечно зростати. Німецькі патрульні літаки мали змогу вільно літати і передавати дані про конвої далеко в морі. При цьому Королівський флот Великої Британії не мав реальної змоги перешкодити їм в цьому. Тому флот звернув увагу на дешеві і ефективні «Гаррікейни».
Тимчасовим рішенням проблеми стали «Гаррікети» (англ. Hurricat) — модифікація «Гаррікейна» для запуску з CAM-кораблів (Catapult Aircraft Merchanment). «Гаррікет» встановлювався на катапульту на носі корабля і запускався при потребі. При цьому часто це була мандрівка в один кінець, після виконання місії літак не міг повернутись на корабель і його часто доводилось скеровувати в море поблизу конвою, що б пілота підібрали свої. В серпні 1941 року з'явились посилені катапульти здатні запускати важчі літаки і «Гаррікети» почали використовувати підвісні паливні баки, що значно покращило ситуацію. З часом така модифікація отримала назву «Сі Гаррікейн Mk.IA» (англ. Sea Hurricane), і відрізнялась від звичайного «Гаррікейну» тільки кріпленнями для запуску з катапульти. Наступним рішенням було впровадження в жовтні 1941 року MAC-кораблів — великих торгівельних суден з катапультою і невеликої палуби. Для них були розроблені «Сі Гаррікейни Mk.IB» які також отримали V-подібний тормозний гак.

## Виробництво
«Гаррікейн» був відправлений у серійне виробництво вже у червні 1936, в основному завдяки своїй відносній простоті конструкції і легкості виробництва.

### Партія 1
Партія із 600 літаків модифікації Mk.I була виготовлена компанією Hawker Aircraft. Поставки машин цієї партії у війська розпочалися 15 грудня 1937 і закінчилися 6 жовтня 1939. Перші 430 літаків партії мали полотняну обшивку крил, наступні 170 — металеву.
Пізніше 94 машини були передані іншим країнам:
- Туреччині — 22 машини.
- Канаді — 20 машин.
- Бельгії — 20 машин.
- Югославії — 24 машин.
- Румунії — 12 машин.
- Південно-Африканському Союзу — 7 машин.
- Ірану — 1 машина.

## Модифікації

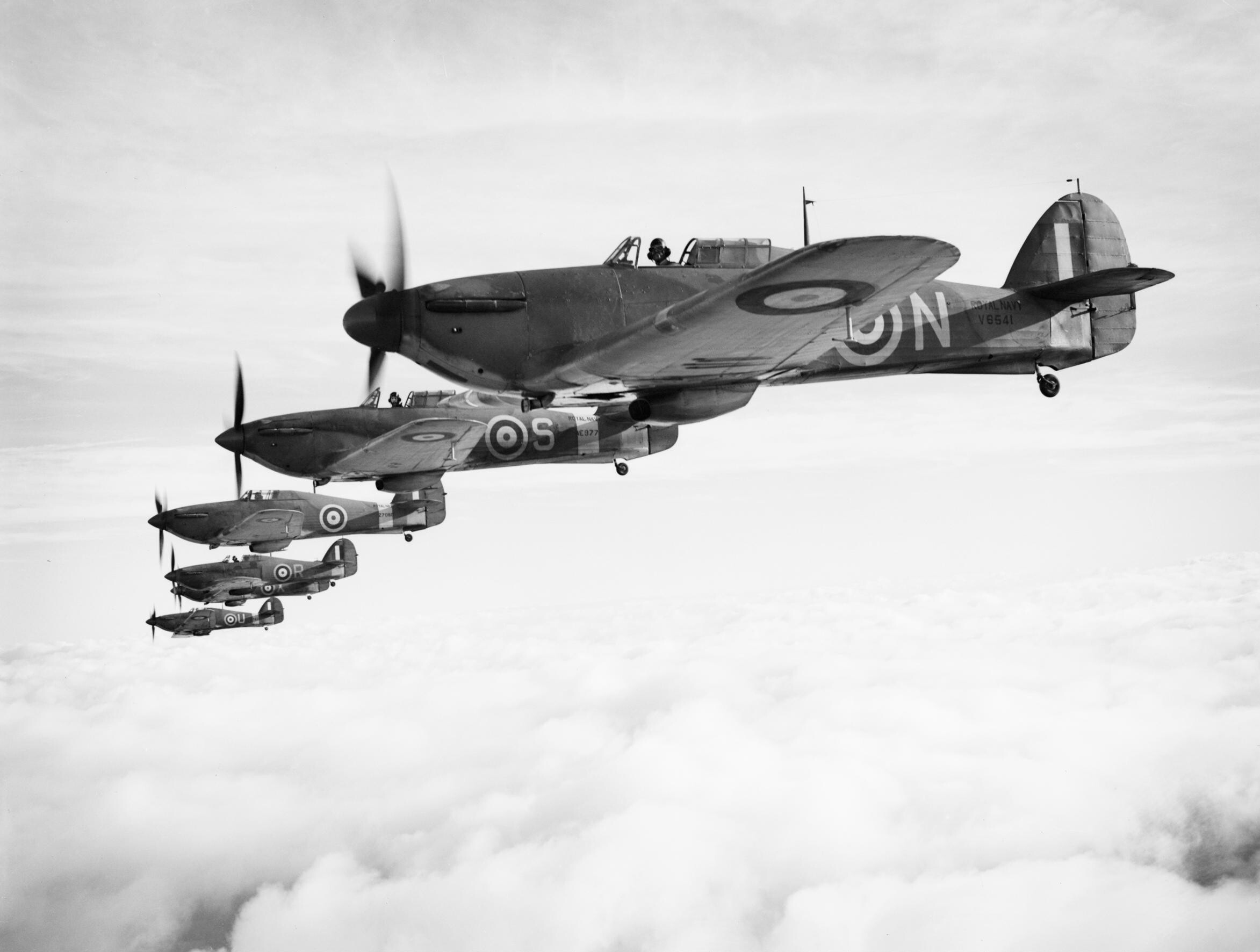
Sea Hurricane IB у строю, грудень 1941

- Hurricane Mk.I — перша серійна модифікація з двигуном Rolls-Royce Merlin I/II і вісьмома кулеметами в крилах
  - Sea Hurricane Mk.IA — модифікація для запуску з катапульти торгівельних суден. (50 екземплярів модифіковано з Mk.I)
  - Sea Hurricane Mk.IB — Mk.IA з тормозним гаком для посадки на палубу. (300 екземплярів модифіковано з Mk.I)
  - Sea Hurricane Mk.IC — Mk.IB з чотирьма гарматами в крилах.
- Hurricane Mk.II — серійна модифікація з двигуном Rolls-Royce Merlin XX
  - Hurricane Mk.IIA — в цілому аналог Mk.I з новим двигуном
    - Hurricane Mk.IIA Srs.1 — перша серія яка відрізнялась від Mk.I тільки двигуном
    - Hurricane Mk.IIA Srs.2 — друга серія з посиленими крилами

  - Hurricane Mk.IIB — варіант з 12-ма кулеметами і можливістю встановлювати дві бомби під крилами
  - Hurricane Mk.IIC — варіант з 4-а 20-мм гарматами в крилах.
  - Hurricane Mk.IID — Mk.IIB дообладнаний двома 40 мм (1.57 дюймовими) протитанковими гарматами Vickers S.
  - Sea Hurricane Mk.IIC — палубна модифікація з новим обладнанням.
- Hurricane Mk.IV — серійна модифікація з двигуном Rolls-Royce Merlin 24/27 і новим крилом.
- Hurricane Mk.X — канадський варіант Mk.IIB з двигуном Merlin 28 компанії Packard потужністю 1300 к.с.
- Hurricane Mk.XI — варіант Mk.X але з канадським обладнанням.
- Hurricane Mk.XII — канадська модифікація з двигуном Merlin 29 компанії Packard потужністю 1300 к.с. і 12-ма кулеметачи чи чотирма гарматами.
  - Hurricane Mk.XIIA — варіант Mk.XII з вісьмома кулеметами в крилі.
  - Sea Hurricane Mk.XIIC — палубна модифікація Mk.XII.

## На службі
Перші серійні «Гаррікейни Mk.I» надійшли на озброєння 111-ї ескадрильї в Норсолті в грудні 1937 році. А в лютому 1938 року «Гаррікейн» став відомим в усій Британії коли Дж. В. Гілліан, командир ескадрильї, протлетів з Турнгауса (Шотландія) до Норсолту за 48 хвилин, що означало середню швидкість в 658 км/год. Незважаючи на те, що така швидкість була зумовлена надзвичайно підходящим попутним вітром, газети часто опускали цей факт і літак став інструментом пропаганди і вдома і за кордоном.

### Вторгнення у Францію
На початку Другої світової війни винищувачі «Гаррікейни» перебували на озброєнні 19 ескадрилей Королівських ВПС, зокрема в 1-й, 73-й, 85-й і 87-й ескадрильях які були перекинуті в Францію. 30 жовтня 1939 року пілот 1-ї ескадрильї П. В. Муд на своєму «Гаррікейні» збив Dornier Do 17 над Тулем, що стало першою повітряною перемогою Британії у війні. Проте німецькі бомбардувальники майже не використовувались під час «Дивної війни», тому «Гаррікейни» мали мало вильотів. З початком німецького наступу в травні 1940 року ситуація кардинально змінилась, тепер вже не вистачало «Гаррікейнів». Британія перекинула в Францію ще вісім ескадрилей, але це не змінило перевагу Люфтваффе в повітрі над Францією. Після евакуації з Дюнкерка було підраховано, що ВПС безповоротно втратили майже 200 «Гаррікейнів», що складало чверть винищувачів першої лінії.

### Битва за Британію
Керівництво Третього Рейху не почало повітряну кампанію проти Британії відразу після капітуляції Франції в червні 1940 року, тому Британія мала невеликий час для реорганізації ескадрилей відкликаних з Франції. Тому 8 серпня, коли Німеччина почала бомбардування островів, в стрій було введено 32 ескадрильї «Гаріккейнів» і 19 ескадрилей «Спітфаєрів». Окрім цього три ескадрильї «Гаррікейнів» були перекинуті на Середземноморський театр: 261-а на Мальту, 73-я і 274-а в Єгипет.
17 серпня 1940 року флайт-лейтенант і Дж. Б. Ніколсон з 249-ї ескадрильї був підбитий і підпалений ворожим Messerschmitt Bf 109, але зміг збити ворога і вистрибнути з парашутом. За це він нагороджений Хрестом Вікторії і став єдиним пілотом Винищувального командування, що отримав цю нагороду.
Під час битви за Британію «Гаррікейни» збили більше ворожих літаків ніж всі інші літаки чи наземні служби разом взяті. Проте треба уточнити, що через недостатню швидкість «Гаррікейни» перешочергово залучались до атак на німецькі бомбардувальники, коли «Спітфаєри» відволікали винищувачі.

### На службі в СРСР
В період з 1941 до 1944 року для підтримки радянських військових, з Великобританії до СРСР було відправлено близько 3 тис. винищувачів «Hawker Hurricane». Велика Британія відправила ці літаки, як частину пакета союзницької військової підтримки СРСР, яку оплачували США за схемою ленд-лізу. Більшість з них були знищені під час боїв, а частина - була розібрана та утилізована. Як відомо, за законами ленд-лізу Радянський Союз мав оплатити будь-яку військову техніку від союзників, яка залишилася неушкодженою після війни. Натомість СРСР навмисно пошкоджував і ховав її. Саме так сталося і з вісьмома винищувачами «Hawker Hurricane», які в червні 2023 року були знайдені і розкопані в яру поблизу м. Києва фахівцями Національного музею авіації України. В процесі розкопок за допомогою металошукачів було знайдено рештки восьми британських винищувачів «Hawker Hurricane», з яких перед утилізацією були вилучені інструменти, радіостанції, кулемети та будь-який корисний металобрухт. Після чого, літаки були скинуті тракторами в неглибокий яр і засипані землею. Як встановлено, в період війни їх використовували для захисту основних транспортних вузлів на радянській території. Згідно повідомлення керівника наукової частини Національного музею авіації України, винищувачі «Hawker Hurricane» відіграли важливу роль в історії України, тому що «Hurricane є символом британської допомоги в роки Другої світової війни, так само як ми дуже цінуємо британську допомогу зараз».

### Північна Африка

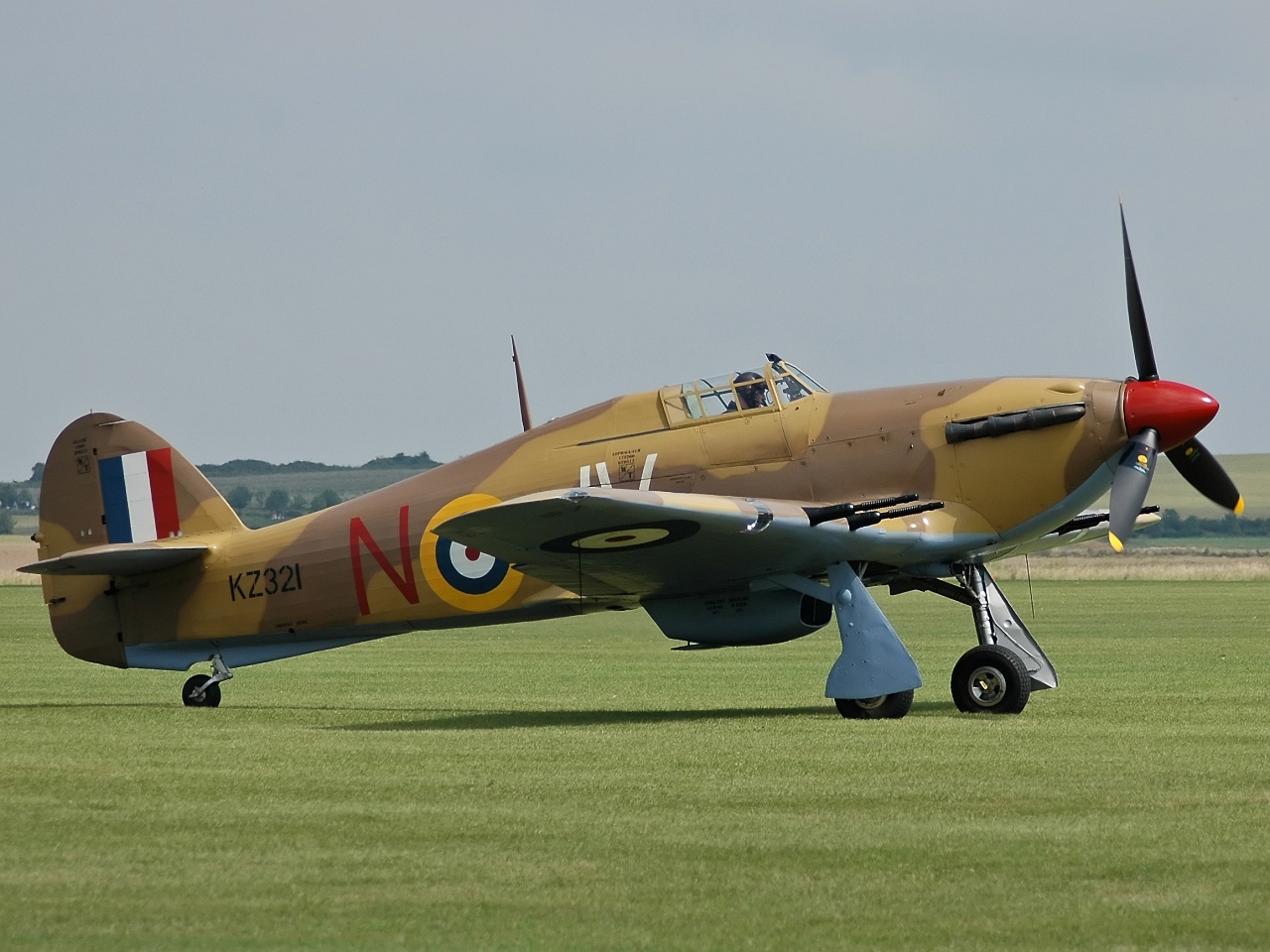
Hawker Hurricane IV у пустельному камуфляжі

## Тактико-технічні характеристики (Mk.IIB)

Дані з Consice Guide to British Aircraft of World War II

### Технічні характеристики
|                                                 | Hurricane Mk.IIB               | Sea Hurricane Mk.IIC           |
| ----------------------------------------------- | ------------------------------ | ------------------------------ |
| Довжина                                         | 9,82 м                         | 9,83 м                         |
| Висота                                          | 3,99 м                         | 3,99 м                         |
| Розмах крил                                     | 12,19 м                        | 12,19 м                        |
| Площа крил                                      | 23,92 м²                       | 23,92 м²                       |
| Маса порожнього                                 | 2495 кг                        | 2667 кг                        |
| Максимальна злітна маса                         | 3311 кг                        | 3674 кг                        |
| Двигун                                          | Rolls-Royce Merlin XX          | Rolls-Royce Merlin XX          |
| Потужність                                      | 1280 к. с. (954 кВт.)          | 1280 к. с. (954 кВт.)          |
| Максимальна швидкість                           | 550 км/год (на висоті 6705 м.) | 550 км/год (на висоті 6705 м.) |
| Максимальна крейсерська швидкість               | 476 км/год (на висоті 6100 м.) | 470 км/год (на висоті 6100 м.) |
| Найекономніша крейсерська швидкість             | 341 км/год                     | 341 км/год                     |
| Дальність польоту                               | 772 км                         | 740 км                         |
| Дальність польоту з підвісними паливними баками | 1585 км                        | 1561 км                        |
| Практична стеля                                 | 11 125 м                       | 10 850 м                       |

### Озброєння
- Кулеметне:
  - 12 × 7,7-мм курсові кулемети
- Підвісне:
  - 2 × 227 кг бомб або
  - 2 × 113 кг бомб